# Список нефтяных месторождений Башкортостана
Перечень месторождений нефти и газа Башкортстана.
| - Абдулловское нефтяное месторождение - Азнаевское нефтяное месторождение - Аксеновское нефтяное месторождение - Алаторское нефтяное месторождение - Алегазовское нефтяное месторождение - Алкинское нефтяное месторождение - Аллапаевское нефтяное месторождение - Амировское нефтяное месторождение - Андреевское нефтяное месторождение - Апутовское нефтяное месторождение - Ардатовское нефтяное месторождение - Арланское нефтяное месторождение - Архангельское нефтяное месторождение - Аскаровское нефтяное месторождение - Ахтинское нефтяное месторождение | - Бадряшское нефтяное месторождение - Байсаровское нефтяное месторождение - Балкановское нефтяное месторождение - Барьязинское нефтяное месторождение - Баряшское нефтяное месторождение - Бекетовское нефтяное месторождение - Белебеевское нефтяное месторождение - Белоглинское нефтяное месторождение - Березовское нефтяное месторождение - Беркутовское нефтяное месторождение - Биавашское нефтяное месторождение - Бирское нефтяное месторождение - Блохинское нефтяное месторождение - Богатовское нефтяное месторождение - Бузовьязовское нефтяное месторождение - Бураевское нефтяное месторождение - Буруновское нефтяное месторождение | - Введеновское нефтяное месторождение - Волковское нефтяное месторождение - Волостновское нефтяное месторождение - Воскресенское нефтяное месторождение - Воядинское нефтяное месторождение - Гареевское нефтяное месторождение - Гарное нефтяное месторождение - Гончаровское нефтяное месторождение - Гордеевское нефтяное месторождение - Горьковское нефтяное месторождение - Грачевское нефтяное месторождение - Гремячинское нефтяное месторождение |

| - Давлекановское нефтяное месторождение - Дёмское нефтяное месторождение - Дмитриевское нефтяное месторождение - Добровольское нефтяное месторождение - Елизаветинское нефтяное месторождение - Ермолаевское нефтяное месторождение - Загорское нефтяное месторождение - Згурицкое нефтяное месторождение - Знаменское нефтяное месторождение | - Ибраевское нефтяное месторождение - Игровское нефтяное месторождение - Илишевское нефтяное месторождение - Ильинское нефтяное месторождение - Илькинское нефтяное месторождение - Ирныкшинское нефтяное месторождение - Исимовское нефтяное месторождение - Искандеровское нефтяное месторождение - Искринское нефтяное месторождение - Исламгуловское нефтяное месторождение - Исмагиловское нефтяное месторождение - Ишимбайское нефтяное месторождение | - Кабаковское нефтяное месторождение - Кадыровское нефтяное месторождение - Казанчинское нефтяное месторождение - Казлаирское нефтяное месторождение - Калаевское нефтяное месторождение - Кальшалинское нефтяное месторождение - Каменское нефтяное месторождение - Канчуринское нефтяное месторождение - Карача-Елгинское нефтяное месторождение - Карлинское нефтяное месторождение - Кармасанское нефтяное месторождение - Карташевское нефтяное месторождение - Каюмовское нефтяное месторождение - Кизгановское нефтяное месторождение | - Кинзебулатовское нефтяное месторождение - Копей-Кубовское нефтяное месторождение - Краснохолмское нефтяное месторождение - Куганакское нефтяное месторождение - Кузбаевское нефтяное месторождение - Культюбинское нефтяное месторождение - Кумертауское нефтяное месторождение - Кунакбаевское нефтяное месторождение - Кунгакское нефтяное месторождение - Кусяпкуловское нефтяное месторождение - Кушкульское нефтяное месторождение - Кушнаренковское нефтяное месторождение - Кызыл-Кючевское нефтяное месторождение - Кызылбаевское нефтяное месторождение |

## Л
- Лемезинское нефтяное месторождение
- Леонидовское нефтяное месторождение
- Лобовское нефтяное месторождение
- Лунское нефтяное месторождение
- Львовское нефтяное месторождение
- Люблинское нефтяное месторождение

## М
- Малышевское нефтяное месторождение
- Манчаровское нефтяное месторождение
- Моталинское нефтяное месторождение
- Маячное нефтяное месторождение
- Мельниковское нефтяное месторождение
- Менеузовское нефтяное месторождение
- Метелинское нефтяное месторождение
- Михайловское нефтяное месторождение
- Мурапталовское нефтяное месторождение
- Мусинское нефтяное месторождение
- Муслюмовское нефтяное месторождение
- Мустафинское нефтяное месторождение

## Н
- Надеждинское нефтяное месторождение
- Наратовское нефтяное месторождение
- Ново-Казанчинское нефтяное месторождение
- Нурское нефтяное месторождение

## О
- Озеркинское нефтяное месторождение
- Орловское нефтяное месторождение
- Орьебашское нефтяное месторождение

## П
- Петропавловское нефтяное месторождение
- Подгорновское нефтяное месторождение
- Покровское нефтяное месторождение
- Прокопьевское нефтяное месторождение

| - Раевское нефтяное месторождение - Ракитовское нефтяное месторождение - Рятамакское нефтяное месторождение - Саитовское нефтяное месторождение - Салаватское нефтяное месторождение - Салиховское нефтяное месторождение - Саннинское нефтяное месторождение - Саратовское нефтяное месторождение - Сатаевское нефтяное месторождение - Саузбашевское нефтяное месторождение - Северо-Зирганское нефтяное месторождение - Северо-Исаметовское нефтяное месторождение - Северо-Подгорновское нефтяное месторождение - Серафимовское нефтяное месторождение - Сергеевское нефтяное месторождение - Солонцовское нефтяное месторождение - Старо-Казанковское нефтяное месторождение - Старо-Реченское нефтяное месторождение - Старцевское нефтяное месторождение - Стахановское нефтяное месторождение - Степановское нефтяное месторождение - Столяровское нефтяное месторождение - Субханкуловское нефтяное месторождение - Суллинское нефтяное месторождение - Султанбековское нефтяное месторождение - Сухоязское нефтяное месторождение | - Табынское нефтяное месторождение - Тавакановское нефтяное месторождение - Таймурзинское нефтяное месторождение - Татышлинское нефтяное месторождение - Ташлы-Кульское нефтяное месторождение - Тейрукское нефтяное месторождение - Тепляковское нефтяное месторождение - Тереклинское нефтяное месторождение - Толбазинское нефтяное месторождение - Троицкое нефтяное месторождение - Трошкинское нефтяное месторождение - Тузлукушевское нефтяное месторождение - Туймазинское нефтяное месторождение - Тумбарлинское нефтяное месторождение - Уразметовское нефтяное месторождение - Уршакское нефтяное месторождение - Усень-Ивановское нефтяное месторождение - Усть-Икинское нефтяное месторождение - Уфимское нефтяное месторождение | - Фёдоровское нефтяное месторождение (Башкортостан) - Хмелевское нефтяное месторождение - Цветаевское нефтяное месторождение - Чекмагушевское нефтяное месторождение - Чермасанское нефтяное месторождение - Черниговское нефтяное месторождение - Четырбашское нефтяное месторождение - Четырманское нефтяное месторождение - Шавьядинское нефтяное месторождение - Шакшинское нефтяное месторождение - Шамовское нефтяное месторождение - Шафрановское нефтяное месторождение - Шингаккульское нефтяное месторождение - Шкаповское нефтяное месторождение |

| - Щелкановское нефтяное месторождение - Югомашевское нефтяное месторождение - Южно-Введеновское нефтяное месторождение - Южно-Кубиязинское нефтяное месторождение - Южно-Троицкое нефтяное месторождение | - Янгурчинское нефтяное месторождение - Яныбаевское нефтяное месторождение |